# Via Recta
La cosiddetta Via Recta era una strada di Roma antica posta nella parte settentrionale del Campo Marzio (Regio IX Circus Flaminius), che andava dalla Via Lata a est fino al ponte Neroniano a ovest, con un percorso rettilineo, come indicato dal nome.
La strada, chiamata Via Recta in età medievale quando era percorsa dai pellegrini in arrivo da nord, corrisponde all'odierna Via dei Coronari.
Non è certo se si chiamasse così in età antica e il nome deriva probabilmente da errori di lettura delle fonti antiche (la lettura corretta sarebbe dovuta essere Via Tecta, cioè "via coperta", con la quale si ritiene fosse indicata la strada che correva da nordovest a sudest lungo il lato occidentale del Campo Marzio). Indubbiamente, comunque, questa strada era uno dei principali elementi della viabilità del Campo Marzio.

## Descrizione
Lungo questa via sorgevano alcuni edifici importanti:
- lo stadio di Domiziano,
- le terme di Nerone,
- il cenotafio ottagonale di Gaio e Lucio Cesare,
- l'Excubitorium della I coorte dei vigili,
- l'Insula Felicles.